# Jean-Daniel Heimlich
Pour les articles homonymes, voir Heimlich.

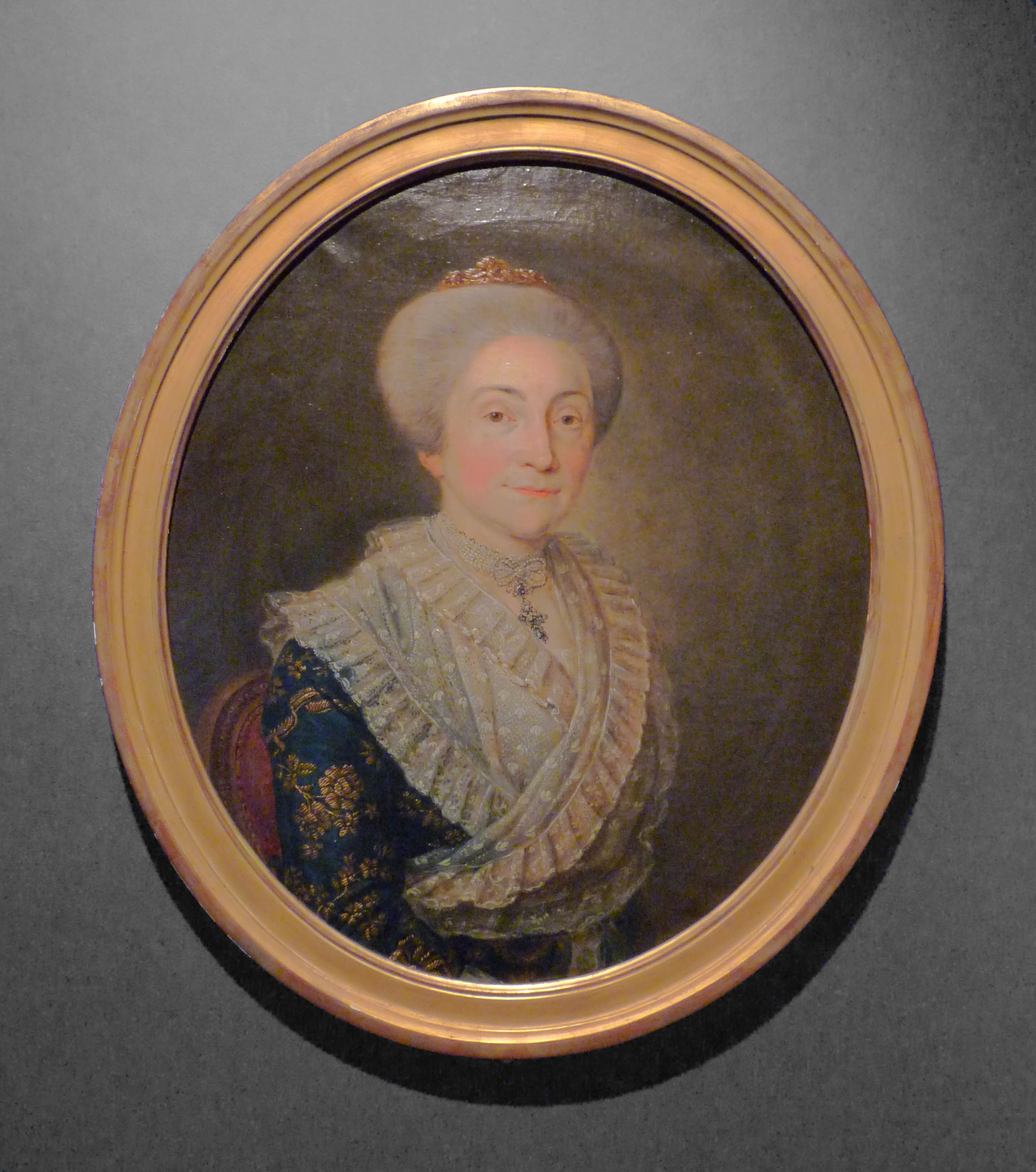
Madame Hepp (Musée historique de Strasbourg)

Jean-Daniel Heimlich ou Johann Daniel Heimlich (Strasbourg, 1740-1796) est un peintre, dessinateur et graveur alsacien.
Certaines sources associent son nom avec celui du graveur et dessinateur allemand Johann Eleazar Schenau, mais il est fort probable que ce soit par erreur.
Ses œuvres sont notamment présentées au Musée des beaux-arts de Strasbourg et au Musée historique de Strasbourg ainsi qu'au Cabinet des Estampes et des Dessins.
Une de ses huiles, Saint-Brice, exécutée en 1773, est accrochée derrière le maître-autel de l'église Saint-Médard de Boersch en Alsace.